# Rudolf Klemensiewicz
Rudolf Klemensiewicz  (* 21. November 1848 in Graz; † 21. Januar 1922 ebenda) war ein österreichischer Pathologe.
Klemensiewicz studierte Medizin an der Universität Graz sowie an der Universität Wien und wurde 1871 zum Dr. med. promoviert gefolgt 1872 zum Dr. chir. Er war Assistent am Physiologischen Institut der Universität Graz bei Alexander Rollett und habilitierte sich 1876 in experimenteller Pathologie. 1878 wurde er außerordentlicher und 1885 ordentlicher Professor für allgemeine und experimentelle Pathologie in Graz. 1916 war er Rektor der Universität.
Er war korrespondierendes Mitglied der österreichischen Akademie der Wissenschaften. Klemensiewicz war im Gemeinderat in Graz und gründete eine Pflegerinnenschule.
Klemensiewicz war Autor in der Real-Encyclopädie der gesammten Heilkunde (2. Auflage). Er befasste sich experimentell mit Pathogenese von Entzündungen und den damit verbundenen Prozessen.

## Schriften
- Die Entzündung, 1908
- Beiträge zu Albert Eulenburgs Real-Encyclopädie der gesammten Heilkunde. Zweite Auflage.
  - Band 2 (1885) (Digitalisat), S. 422–430: Bauchspeicheldrüse (Anatomie und Histologie)

Er gab das Buch von Moritz Körner: Die Transfusion im Gebiete der Kapillaren (Leipzig 1913) mit kritischen Erläuterungen heraus.